# Majo no tabitabi
Majo no tabitabi (jap. 魔女の旅々) – seria light novel publikowana od kwietnia 2016 nakładem wydawnictwa SB Creative. Jej autorem jest Jōgi Shiraishi, a ilustratorem Azure.
Na podstawie serii powstała manga publikowana w magazynie internetowym „Manga UP!” od listopada 2018.
Od października do grudnia 2020 emitowana była adaptacja w postaci telewizyjnego serialu anime, za produkcję którego odpowiadało studio C2C.

## Fabuła
Zafascynowana opowieściami o Niké, czarownicy, która podróżowała po całym świecie, Elaina pragnie odbyć taką samą podróż. Jej determinacja w studiowaniu ksiąg i magii prowadzi do tego, że zostaje najmłodszą uczennicą, która zdała egzamin na czarownicę. Jednak kiedy Elaina próbuje odbyć szkolenie, aby stać się pełnoprawną czarownicą, zostaje odrzucona ze względu na swój niezwykły talent, aż do momentu, kiedy spotyka Fran, „Czarownicę Gwiezdnego Pyłu”, która ją przyjmuje. Po zdobyciu tytułu „Popielatej Czarownicy” Elaina rozpoczyna eksplorację świata, odwiedzając i stykając się z najróżniejszymi ludźmi i miejscami.

## Bohaterowie
- Elaina (jap. イレイナ Ireina)

Seiyū: Kaede Hondo 
- Fran (jap. フラン Furan)

Seiyū: Kana Hanazawa 
- Saya (jap. サヤ Saya)

Seiyū: Tomoyo Kurosawa 
- Sheila (jap. シーラ Shīra)

Seiyū: Yōko Hikasa 
- Mina (jap. ミナ Mina)

Seiyū: Minami Takahashi 

## Light novel
Seria ukazuje się od 15 kwietnia 2016 nakładem wydawnictwa SB Creative pod imprintem GA Novel.
| Nr | Data wydania (język japoński) | ISBN (język japoński)  |
| -- | ----------------------------- | ---------------------- |
| 1  | 15 kwietnia 2016              | ISBN 978-4-79-738435-2 |
| 2  | 15 lipca 2016                 | ISBN 978-4-79-738816-9 |
| 3  | 15 grudnia 2016               | ISBN 978-4-79-738924-1 |
| 4  | 15 lipca 2017                 | ISBN 978-4-79-739286-9 |
| 5  | 15 listopada 2017             | ISBN 978-4-79-739399-6 |
| 6  | 15 marca 2018                 | ISBN 978-4-79-739565-5 |
| 7  | 14 lipca 2018                 | ISBN 978-4-79-739613-3 |
| 8  | 15 listopada 2018             | ISBN 978-4-79-739715-4 |
| 9  | 15 kwietnia 2019              | ISBN 978-4-8156-0099-0 |
| 10 | 9 sierpnia 2019               | ISBN 978-4-81-560170-6 |
| 11 | 14 listopada 2019             | ISBN 978-4-81-560374-8 |
| 12 | 14 kwietnia 2020              | ISBN 978-4-81-560377-9 |
| 13 | 14 lipca 2020                 | ISBN 978-4-81-560486-8 |
| 14 | 14 października 2020          | ISBN 978-4-81-560488-2 |
| 15 | 10 grudnia 2020               | ISBN 978-4-81-560797-5 |
| 16 | 12 marca 2021                 | ISBN 978-4-81-560829-3 |
| 17 | 14 lipca 2021                 | ISBN 978-4-81-560831-6 |
| 18 | 14 stycznia 2022              | ISBN 978-4-81-561027-2 |
| 19 | 14 września 2022              | ISBN 978-4-8156-1543-7 |
| 20 | 15 marca 2023                 | ISBN 978-4-81-561704-2 |
| 21 | 14 października 2023          | ISBN 978-4-81-561972-5 |
| 22 | 15 marca 2024                 | ISBN 978-4-81-561973-2 |
| 23 | 13 października 2024          | ISBN 978-4-81-562576-4 |

## Manga
Na podstawie light novel powstała manga autorstwa Itsuki Nanao, która ukazuje się w serwisie i aplikacji „Manga UP!” od 29 listopada 2018. Następnie wydawnictwo Square Enix rozpoczęło zbieranie rozdziałów do wydań w formacie tankōbon, których pierwszy tom ukazał się 12 kwietnia 2019.
| Nr | Data wydania (język japoński) | ISBN (język japoński)  |
| -- | ----------------------------- | ---------------------- |
| 1  | 12 kwietnia 2019              | ISBN 978-4-75-756093-2 |
| 2  | 25 grudnia 2019               | ISBN 978-4-75-756429-9 |
| 3  | 7 grudnia 2020                | ISBN 978-4-75-756991-1 |
| 4  | 7 marca 2022                  | ISBN 978-4-75-757776-3 |
| 5  | 7 marca 2023                  | ISBN 978-4-75-758452-5 |

## Anime
Adaptacja w formie telewizyjnego serialu anime została ogłoszona 19 października 2019 podczas transmisji na żywo z wydarzenia „GA Fes 2019”. Seria została zanimowana przez studio C2C i wyreżyserowana przez Toshiyukiego Kubookę. Kompozycją serii zajął się Kazuyuki Fudeyasu, natomiast projekty postaci autorstwa Azure dostosował Takeshi Oda. AstroNotes odpowiada za kompozycję ścieżki dźwiękowej do anime, która została później wydana w albumie 27 stycznia 2021. 12-odcinkowy serial był emitowany od 2 października do 18 grudnia 2020 w AT-X i innych stacjach. Motywem otwierającym jest „Literature” (jap. リテラチュア Riterachua) w wykonaniu Reiny Uedy, natomiast kończącym „Haiiro no saga” (jap. 灰色のサーガ) autorstwa ChouCho.